# Słowa Białoruskie
Słowa Białoruskie (biał. Беларускае слова) – kolaboracyjne pismo na okupowanej Białorusi podczas II wojny światowej
Gazeta zaczęła wychodzić w II poł. 1941 r. w okupowanym Witebsku, chociaż była drukowana w Dźwińsku. Ukazywała się dwa razy w miesiącu, zaś od listopada 1943 r. – trzy razy. Teksty były publikowane po białorusku. Redaktorami byli M. Rahulia i Todar Lebiada. Publikowano w niej komunikaty wojenne z frontów II wojny światowej, propagandowe teksty proniemieckie, antysowieckie i antysemickie, artykuły i felietony dotyczące białoruskiego nacjonalizmu, historii Białorusi, życia kulturalnego i oświatowego na okupowanych ziemiach białoruskich, recenzje sztuk teatralnych, wiersze autorów białoruskich, a także materiały metodyczne dla nauczycieli języka białoruskiego, czy relacje z konferencji i seminariów pedagogicznych. Ogółem wyszło co najmniej 61 numerów pisma. Ostatni ukazał się na pocz. czerwca 1944 r., krótko przed odzyskaniem Witebska przez Armię Czerwoną.